# Gemeenschap van Zendings-Diaconessen in Nederland

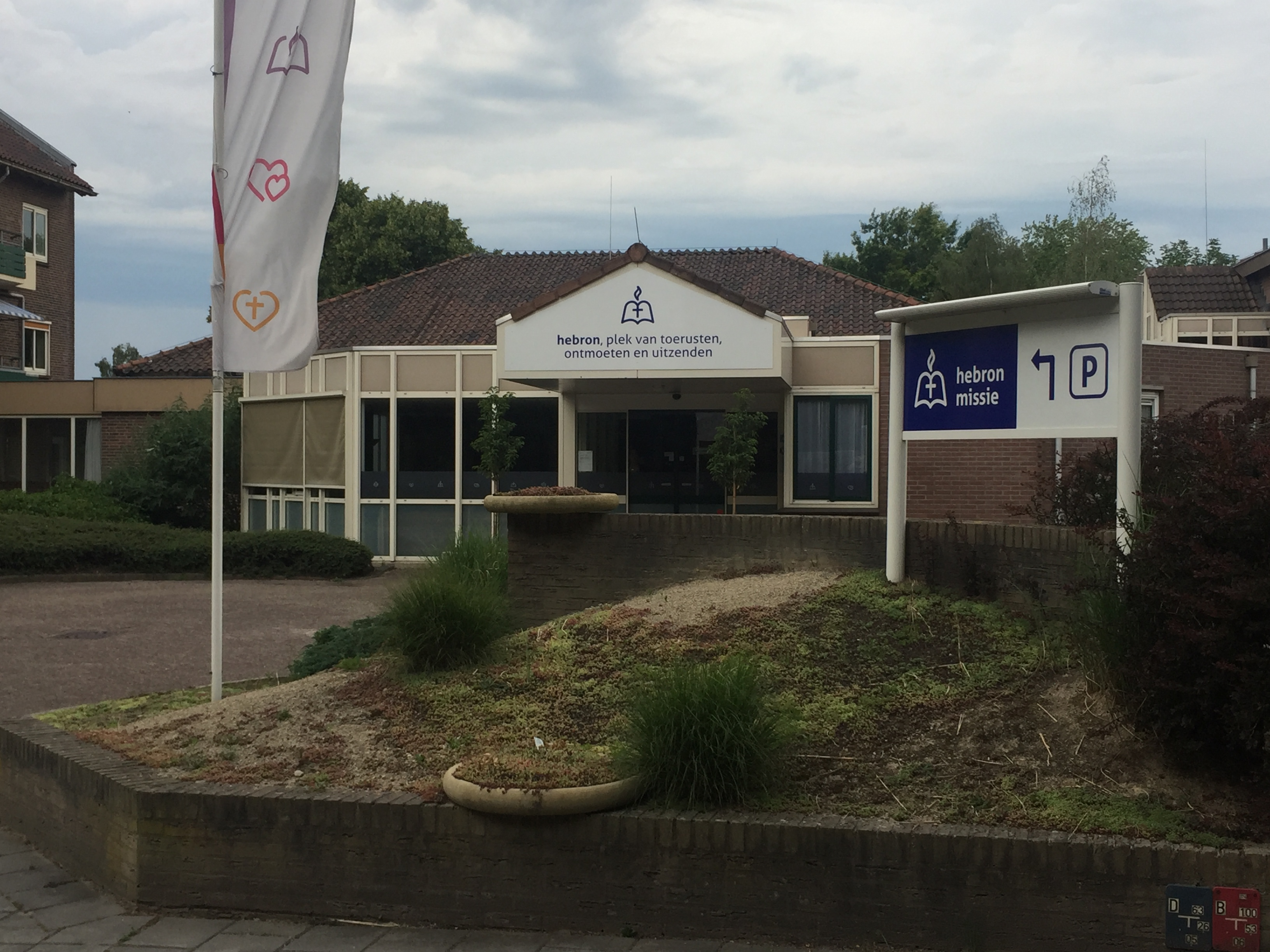
Het Zendingshuis in Amerongen waar van 1935 tot 2019 diaconessen woonden. In 2019 werd het gebouw verkocht aan Stichting Heartcry, waar Stichting Hebron onder valt.

De Gemeenschap van Zendings-Diaconessen in Nederland ontstond in 1935. Het moederhuis stond in Amerongen, hoewel de organisatie ook in verschillende andere plekken actief was. Op het hoogtepunt telde de gemeenschap 80 tot 90 leden. De Zendings-Diaconessen zijn een op zichzelf staande organisatie en dienen niet verward te worden met diaconessenhuizen.

## Achtergrond

### Diacones in de 19e eeuw

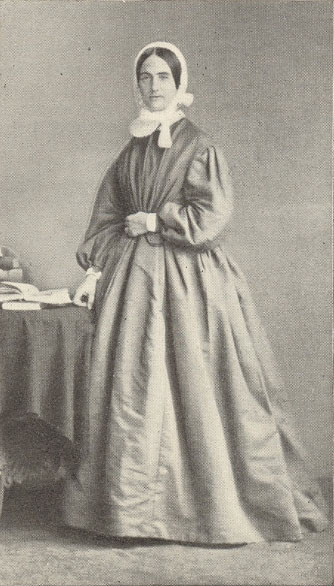
Een diacones van de Kerk van Engeland (1862)

Het verschijnsel diacones ontstond in 1836 en werd bedacht door de Duitse protestantse predikant Theodoor Fliedner. Zij ontstonden naar het voorbeeld van de rooms-katholieke kloosterordes, waarbij de zusters een belangrijke rol speelden in de verpleging van gewonden tijdens de Napoleontische oorlogen. De industrialisatie aan het begin van de 19e eeuw leidde bovendien tot veel sociale misstanden. In verschillende plaatsen werd daarom gezocht naar een vorm voor protestantse vrouwen die sociaal en dienend werk wilden doen.
Voor diaconessen was het formeel niet verboden om te trouwen. In de praktijk werd dat wel van hen verwacht. Het eerste diaconessenhuis in Nederland dat in 1844 in Utrecht werd gevestigd ontstond vanuit de kringen van het Reveil. In de decennia hierna ontstonden er diaconessenhuizen in Den Haag, Haarlem, Leeuwarden en Arnhem. Buiten de ziekenhuizen kregen diaconessen in Nederland bijna nergens voet aan de grond, in tegenstelling tot in het buitenland. Een gevolg daarvan was dat in Nederland de woorden zuster en verpleegster lange tijd bijna synoniem aan elkaar waren.

### Duitse dienstmeisjes in Nederland
Na de Eerste Wereldoorlog was de economische situatie in Duitsland belabberd. In de jaren twintig vonden meer dan twintigduizend vrouwen als dienstmeisje werk in Nederland. Een deel daarvan verenigde zich in christelijke meisjesverenigingen. Zij sloten zich aan bij de Jongeliedenbond voor Ernstig Christendom (EC). Deze vereniging was in 1911 naar Duits voorbeeld opgericht, maar leidde in Nederland een kwakkelend bestaan. Door de toestroom van Duitse meisjes kreeg zij een heel nieuwe impuls. In Den Haag en Amsterdam kwamen rond 1930 honderd tot tweehonderd vrouwen samen.
In Duitsland werden EC-clubs vaak geleid in diaconessen. Aan het begin van de jaren twintig ging er al vanuit Nederland een verzoek uit naar het Deutsche Gemeinschafts-Diakonieverband (DGD) om een diacones naar Nederland te sturen ter ondersteuning van het werk. In 1923 werd Johanna Bock gestuurd. Aanvankelijk was dat voor drie maanden, maar uiteindelijk vestigde zij zich definitief in Nederland. Onder leiding van Bock richtte de EC zich niet alleen op Duitse meisjes, maar ook op Nederlandse vrouwen.
Bock zocht halverwege de jaren twintig een plek die moest dienen voor opvang en ontspanning van EC-leden. Van de Nederlandse evangelist Johannes de Heer kon in 1925 zijn huis in Driebergen worden overgenomen. Dat kreeg de naam Elim.

## Geschiedenis

### Zendingshuis in Amerongen

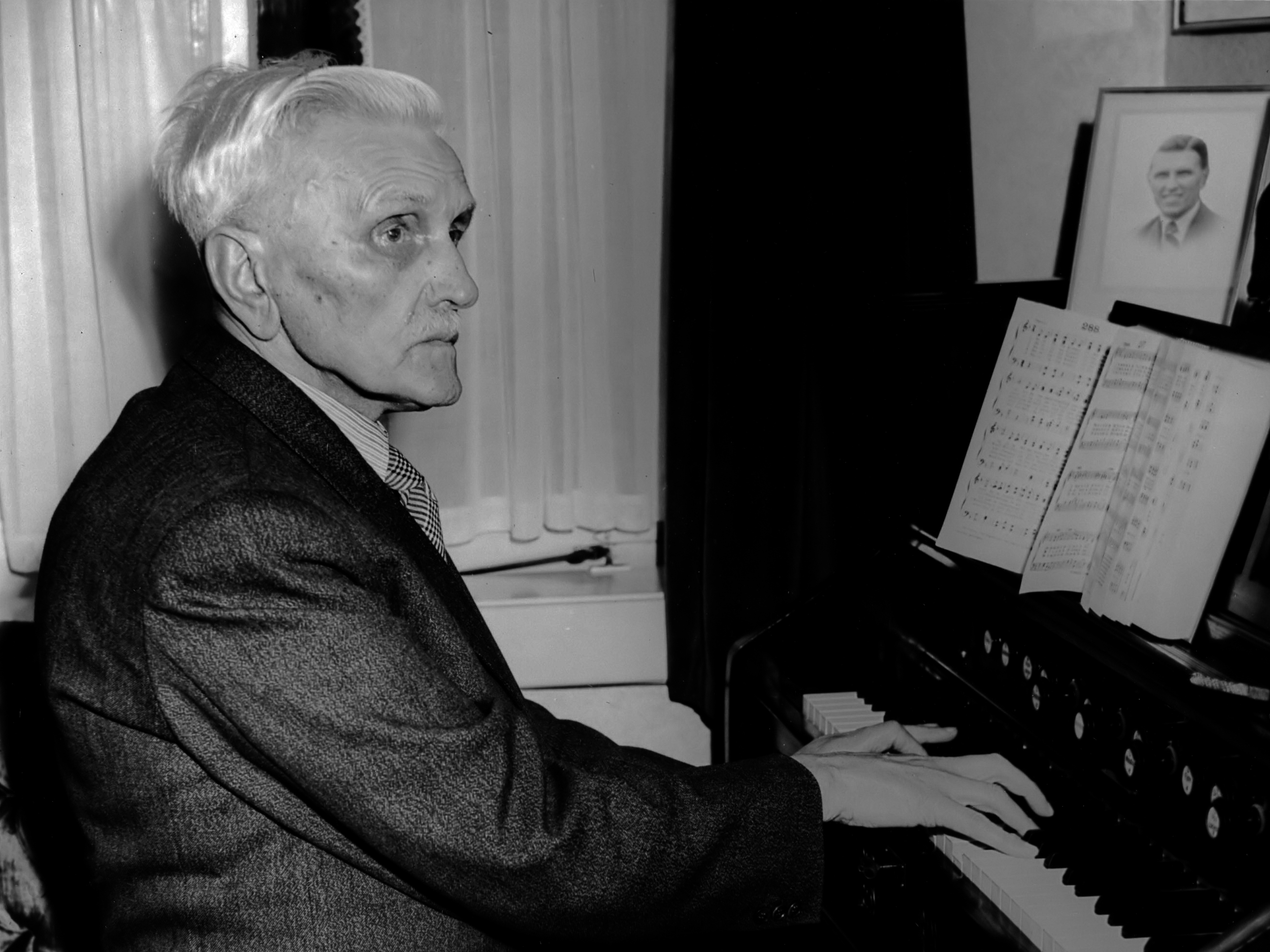
De evangelist Johannes de Heer verrichtte de openingsrede bij de opening van het Zendingshuis in Amerongen. Naarmate de Tweede Wereldoorlog naderde, nam hij steeds meer afstand van de zusters. De belangrijkste reden daarvoor was dat de Duitse moederorganisatie geen afstand nam van het nazisme.

Baron van Boetzelaer bood in 1933 Bock aan om het Zendingshuis in Amerongen over te nemen. Dat was in handen van de Liebenzeller Mission en diende voor de opleiding van jonge mannen tot evangelist. Succes bleef echter uit en leegstand dreigde. In 1927 had Bock hetzelfde aanbod gekregen, maar toen nog bedankt. Intussen waren er echter tien Nederlandse meisjes die hadden aangegeven diacones te willen worden en de tijd werd rijp geacht voor een eigen Nederlands diaconessenhuis. Het huis werd in maart 1934 geopend. De inwijdingsrede werd gehouden door Johannes de Heer. In 1935 werd een nieuwe stichting gevormd onder de naam Stichting Diaconessen-Moederhuis, later aangepast naar Stichting Zendings-Diaconessenhuis, aangezien de term moederhuis te veel verwarring opriep.
Het pand werd de eerste drie jaar gehuurd en in 1937 aangekocht. Tegelijkertijd werd het fors uitgebreid. Naast woonplek diende het ook als conferentieplek voor christelijke organisaties. In 1935 werd een nieuwe stichting gevormd onder de naam Stichting Diaconessen-Moederhuis.
Halverwege de jaren 30 hadden de ontwikkelingen in Duitsland grote invloed op het nieuwe Zendings-Diaconessehuis. Aan de ene kant was de economische situatie in Duitsland verbeterd, aan de andere had het nieuwe naziregime de wens dat zoveel mogelijk meisjes zouden terugkeren omdat hun arbeidskracht nodig was. Veel dienstmeisjes keerden terug waardoor een deel van de (financiële) achterban wegviel.
De meeste diaconessen ontvingen een opleiding tot verpleegster in het Diaconessenhuis in Haarlem. Zij werkten daarna soms in de particuliere verpleging. Zo werd Duitse oud-keizer Wilhelm II die in Doorn woonde verpleegt door diaconessen. De inkomsten waren voor het Zendingshuis. Voor particulieren was het mogelijk om tegen betaling in te trekken bij de diaconessen, die vervolgens de verzorging op zich namen. Het Zendingshuis in Amerongen en Elim in Driebergen groeiden daarom uit tot verzorgingstehuizen.

### Tweede Wereldoorlog
Tegelijkertijd stegen onder de Nederlandse achterban de zorgen om het opkomende nazisme in Duitsland. Moederorganisatie DGD weigerde afstand te nemen van Adolf Hitler. Integendeel; zij stond er juist positief tegenover. In Hitler zagen zij juist een sterke man die de opkomst van het communisme kon verhinderen. Na de Duitse inval in mei 1940 werden de Zendings-Diaconessen in Amerongen, van wie een deel de Duitse nationaliteit droeg, gewantrouwd door de plaatselijke bevolking. Daardoor kwamen er veel minder gasten en bleven nieuwe aanmeldingen uit. 
De panden in Zandvoort, Driebergen en Putten werden in de loop van de oorlog gevorderd, voor inkwartiering van Duitse militairen. Een deel van het Zendingshuis werd in 1942 ook gevorderd als kraamkliniek voor Duitse vrouwen. De zusters probeerden politiek neutraal te blijven. Zo was Bock principieel tegenstander van het brengen van de Hitlergroet. In de nadagen van de oorlog werd het Zendingshuis gebruikt voor de opvang van de evacués uit de Betuwe. Onder hen waren verschillende (joodse) onderduikers. Bock was hiervan aanvankelijk waarschijnlijk niet op de hoogte, maar heeft dit na verloop van tijd beseft.
In het huis woonde ook Alida Pekel, een zuster van Joodse afkomst. Als gedoopte Jood werd zij niet direct opgeroepen voor transport. Pekel bood aan zelf uit de orde te treden, maar dat werd door Bock geweigerd. Er werd over nagedacht om haar te laten onderduiken, maar Pekel was bang dat zij daarmee de zusters in gevaar zou brengen. In het voorjaar van 1943 meldde zij zich in Kamp Vught. Via Kamp Westerbork kwam ze terecht in Theresienstadt. In februari 1945 was ze onderdeel van een bijzonder transport naar Zwitserland. Twaalfhonderd gevangenen waren door Amerikaanse joden vrijgekocht.
Na de oorlog werd een diacones uit Leiden vervolgd wegens collaboratie. Negen zusters met de Duitse nationaliteit vroegen wegens de anti-Duitse stemming de Nederlandse nationaliteit aan. Het verzoek van Bock werd de eerste twee keer geweigerd. Zij werd ervan beschuldigd tijdens de meidagen van 1940 lichtkogels te hebben afgeschoten om zo Duitse vliegtuigen te gidsen. Deze beschuldiging werd weerlegd en in 1952 kreeg zij de Nederlandse nationaliteit.

### Focus op de zorg

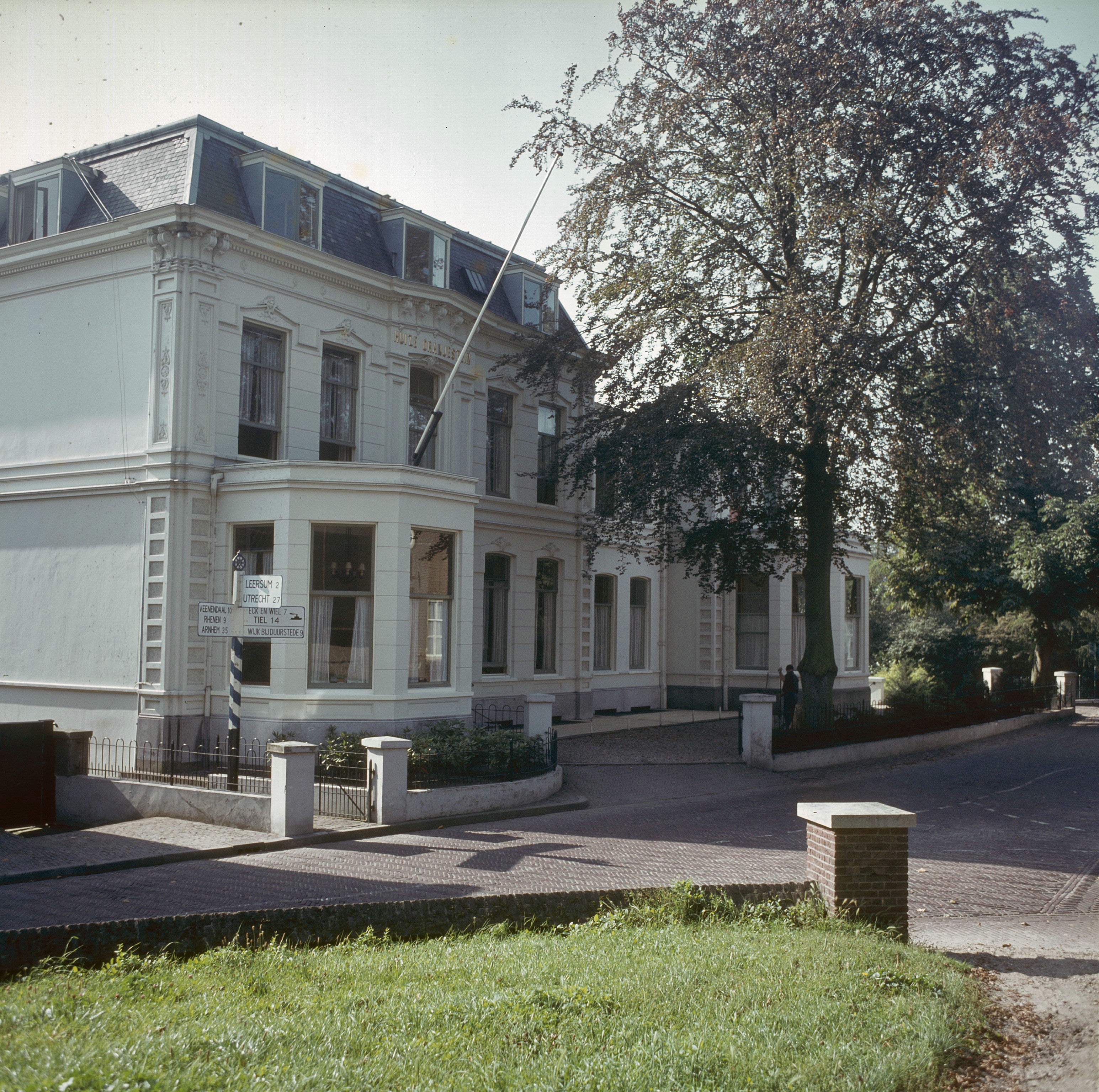
Huize Oranjestein in Amerongen.

Het Zendingshuis werd na de oorlog gevorderd omdat er grote behoefte was aan een TBC-Sanatorium vanwege de terugkeer van duizenden zieken uit Duitse concentratiekampen. De diaconessen besloten van de nood een deugd te maken. De plannen om het Zendingshuis weer een plek voor conferenties en de opvang voor ouderen werden opgeschort. In 1948 werd Huize Oranjestein gekocht en deels gebruikt voor de opvang van mensen met psychische problemen. In 1951 kwam er ook een badhuis voor de lokale bevolking. Dat sloot in 1960 weer omdat steeds meer mensen de beschikking hadden over eigen douche of bad. Ook kreeg de kleuterschool van de Elisabethschool er tijdelijk onderdak en werd er een kraamkliniek geopend.
Het TBC-Sanatorium sloot in 1955 haar deuren weer. De zusters gebruikten het huis om tal van activiteiten te ontplooien. Zo werd er onder naam Bethanië een conferentiecentrum gebouwd, waar van 1953 tot 2012 jaarlijks kinderkampen werden gebouwd. Er werd evangelisatielectuur verspreid en er werd in 1976 begonnen met een Bijbelschool. In 1977 werd naast het Zendings-Diaconessenhuis een verzorgingstehuis gebouwd met de naam Elim. In 1985 werd er een nieuw Zendingshuis geopend, waarna het oude Zendingshuis werd gesloopt.

### Steeds minder diaconessen
Ondanks alle activiteiten was vanaf de jaren vijftig sprake van een dalend aantal zusters. Vanaf 1935 traden in totaal 161 vrouwen toe tot de Zendings-Diaconessen. Zeker 23 zusters vanuit Duitsland waren aan Amerongen verbonden. Op het hoogtepunt bestond de gemeenschap uit 80 tot 90 diaconessen, maar vanaf de jaren vijftig was er sprake van een dalend aantal. Dat kwam door minder aanmeldingen, maar ook door uittreding. In totaal zouden 104 van de 161 toetreders ook weer uittreden. De meeste vrouwen vertrokken niet binnen enkele jaren, maar pas na langere periodes als diacones gewerkt te hebben.
Het dalende aantal diaconessen was een van de redenen om locaties en activiteiten af te stoten. Een andere reden was de toegenomen schaalvergroting en professionalisering onder overheidsdwang. De Zendings-Diaconessen konden daar niet altijd aan voldoen. Een grote schok voor de toch al kwetsbare gemeenschap was het uittreden van vijf zusters in 2000 als gevolg van een intern conflict.
De laatste acht overgebleven zusters verlieten het Zendingshuis in 2019. Het pand werd verkocht aan Stichting Heart Cry van de reformatorische evangelist Arjen Baan. Samen met een aantal gezinnen begonnen de zusters een leefgemeenschap met de naam Bethanië.

## Identiteit
Twee derde van de Nederlandse diaconessen van wie de kerkelijke achtergrond bekend was kwam uit (vaak het midden van) de Nederlandse Hervormde Kerk. In Amerongen waren de meesten trouw bezoeker van de lokale Hervormde kerk. Ook was het aantal aanmeldingen uit vrije groepen, zoals het Leger des Heils en de baptisten, relatief hoog. De meeste vrouwen waren op het moment van intrede tussen de twintig en dertig jaar. 
Voor de Tweede Wereldoorlog hadden de diaconessen alleen een speciale band met de Duitstalige Evangelisch-Lutherse Gemeenten in Nederland. Na de oorlog waren er warme contacten met EC-bonden, de Nederlandse Christelijke Gemeenschapsbond, de kringen rond Het Zoeklicht en bevriende predikanten.
Het werk van de al bestaande Nederlandse diaconessengroepen richtte zich volledig op de zorg. De Zendings-diaconessen onderscheiden zich daarvan doordat zij meer aandacht hadden voor evangelisatie, bijvoorbeeld door verspreiding van lectuur en het oprichten van kinderclubs. Vanaf de jaren vijftig verschoof het accent naar de zorg. Dit leidde ook tot een nieuw spanningsveld: was er door alle aandacht voor zorgverlening nog wel genoeg tijd voor evangelisatie?

## Locaties
De activiteiten in het Zendingshuis en Huize Oranjestein zijn grotendeels beschreven in bovenstaande gedeelte. Dit overzicht beschrijft de belangrijkste plaatsen waar de Zendings-Diaconessen actief waren.

### Amsterdam
Voor het werk onder de EC-verenigingen was in de jaren dertig al een pand aan de Wanningstraat in gebruik genomen. Na de oorlog werd het huis in gebruik en bleven er meerdere diaconessen actief. Zij organiseerden kringen en samenkomsten, maar richtten zich ook op medische taken, zoals ouderenverpleging.
In de jaren tachtig werd er veel jeugdwerk georganiseerd vanuit. Daarbij waren migranten een belangrijke doelgroep. Zo trokken de zusters met een oude SRV-bus de verschillende wijken in en organiseerden daar middagen van kinderen. Door het krimpende aantal zusters kwam het werk onder migrantenkinderen stil te liggen. In 1988 werd het pand aan de Wanningstraat verkocht. 
De diaconessen keerden in 1998 echter terug in de hoofdstad. In De Pijp werd een nieuw huis geopend met de naam 't Arendsnest. Het diende om hulp te verlenen aan mannen en vrouwen die begeleiding nodig hadden om weer zelfstandig te kunnen functioneren in de maatschappij. In 2003 werd naast t Arendsnest een hofje met de naam Hilmanhof geopend voor bewoners voor wie de stap alsnog te groot bleek. In 2009 fuseerde t Arendsnest met Stichting Timon uit Zeist. De laatste diacones keerde in 2012 terug naar Amerongen.

### Groningen
Vanuit Groningen werd vanuit een buitenpost jarenlang evangelisatiewerk verricht. De post in Groningen werd in 1971 gesloten.

### Oosterbeek
De gemeente Renkum vroeg eind jaren veertig of de diaconessen een kraamkliniek in Oosterbeek wilden overnemen. Daarop gingen de zusters in. De kraamkliniek midden in het dorp bleek al snel te klein, waarna het landgoed De Hemelse Berg werd opgekocht. Er werd een verpleeg- en kraaminrichting gebouwd die in 1961 haar deuren opende. Het project was verkeerd begroot, waardoor de activiteiten in Oosterbeek lange tijd een grote financiële last vormde voor de zusters. De kraamkliniek sloot in 1972. Het verpleegtehuis werd in de jaren tachtig overgedragen aan de fusiepartner, waarmee de diaconessen verdwenen uit Oosterbeek.

### Putten
In 1933 bleek dat een ongetrouwde lerares haar huis aan de Driescheweg in Putten aan de zusters had nagelaten. Johanna Bock overwoog in eerste instantie voor de erfenis te bedanken omdat er geen zusters beschikbaar waren voor het werk in Putten, maar zag daar op aandrang van de broer van de overlevende toch vanaf. 
In de eerste jaren functioneerde het als opvanghuis voor ouderen en mensen die moesten herstellen. Tijdens de oorlog werd het ingevorderd voor de inkwartiering van Duitse militairen. Na de oorlog werd een aangrenzend pand aan de Pinnenburgerweg gekocht. De locatie in Putten werd weer in gebruik genomen en werden er vrouwensamenkomsten en kinderclubs voor het dorp georganiseerd. Er werden kinderkampen gehouden en vanuit het pand werd kraamhulp en wijkverpleging gegeven. De joodse Alida Pekel was een van de zusters die in Putten actief werd. 
Het gebouw aan de Pinnenburgerweg – Huize Schutse – werd in 1982 verkocht. Vanwege het krimpende aantal diaconessen was het pand niet meer nodig. Met het vertrek van Trijntje Kruit verdween in 1998 de laatste diacones uit Putten.

### Rotterdam
Met de terugkeer van veel Duitse dienstmeisjes in de jaren dertig hield in veel plaatsen het EC-werk op, zo niet in Rotterdam. Daar bleef een grote kring actief, ook na de oorlog. De jeugdgroep was een belangrijke kweekvijver voor nieuwe diaconessen. De groep hield stand tot de jaren tachtig. In 1985 werd het EC-huis verkocht. 
De diaconessen kregen in 1951 het aanbod een pand aan de Oudedijk 17 over te nemen. In 1952 werd daar een hersteloord onder de naam Pniël gevestigd met 35 bedden. Zij sloten een contract met de GGD, die patiënten aan hun doorverwees. De overheid wilde aan het begin van de jaren zeventig de financiering van alle zorginstellingen met minder dan 50 bedden, en onvoldoende recreatie- en revalidatiemogelijkheden, stopzetten. Pniël kocht daarom twee naastgelegen panden open integreerde deze in de instelling.
Er waren altijd al onvoldoende diaconessen geweest, waardoor er veel "gewoon" personeel werkzaam was in Pniël. Het doel was dat in ieder geval het leidinggevend personeel bestond uit diaconessen, maar dat werd na verloop van tijd steeds lastiger. In 1992 trad voor het eerst een "burgerdirecteur" aan. Twee jaar later werd de zorginstelling ondergebracht in een speciaal opgerichte stichting. De laatste diacones vertrok in 2001 uit Pniël.

### Zandvoort
Aan het einde van de jaren twintig werd een vakantiehuis in Zandvoort overgenomen dat de naam Pniël kreeg en dat werd gebruikt als vakantiehuis voor zusters en Duitse dienstmeisjes.
Het pand in Zandvoort bleek na de oorlog ook ingevorderd omdat het als Duits bezit werd gezien. Het werd gebruikt voor de opvang van Amsterdamse "bleekneusjes". Na overleg met het bestuur van het kindertehuis besloten de zusters het pand vijf jaar af te staan. Na vijf jaar weigerde de leiding van het kindertehuis echter te vertrekken. Pas na een lange slepende procedure kwam het in 1955 terug in handen van de diaconessen.